# Brooklyn (hrabstwo Washburn)
Brooklyn – miasto w Stanach Zjednoczonych, w stanie Wisconsin, w hrabstwie Washburn.